# Comuna Romaniv, Luțk
Romaniv (în ucraineană Романів) este o comună în raionul Luțk, regiunea Volînia, Ucraina, formată din satele Botîn, Novokotiv, Romaniv (reședința) și Verhivka.

## Demografie
Componența lingvistică a satului Romaniv
     Ucraineană (98,01%)
     Rusă (1,92%)
     Alte limbi (0,07%)
Conform recensământului din 2001, majoritatea populației satului Romaniv era vorbitoare de ucraineană (98,01%), existând în minoritate și vorbitori de rusă (1,92%).